# Гигантски китарни риби
Гигантски китарни риби (Glaucostegus) е род големи индо-тихоокеански скатове, с един вид, Glaucostegus cemiculus, в източния Атлантик и Средиземно море. Преди са били класифицирани в семейство Rhinobatidae, но сега са признати за отделно семейство, Glaucostegidae.
Горните им части са еднакви – бледожълтеникави, кафеникави или сивкави на цвят, а носът е блед. Повечето видове са големи, достигащи 1,7 до 3 м дължина в зависимост от конкретния вид, с изключение на малкия G. obtusus, който е по-малък от 1 м.

## Видове
Има шест признати вида, всички от които са класифицирани като критично застрашени:
- Glaucostegus cemiculus (Geoffroy St. Hilaire, 1817)
- Glaucostegus granulatus Cuvier, 1829
- Glaucostegus halavi Forsskål , 1775
- Glaucostegus obtusus (Müller & Henle, 1841)
- Glaucostegus thouin (Анонимен, 1798)
- Glaucostegus typus ( E.T. Bennett, 1830)
- Glaucostegus younholeei (Habib & Islam, 2021)